# Lupinus nanus
Lupinus nanus är en ärtväxtart som beskrevs av George Bentham. Lupinus nanus ingår i släktet lupiner, och familjen ärtväxter. Utöver nominatformen finns också underarten L. n. nanus.

## Bildgalleri

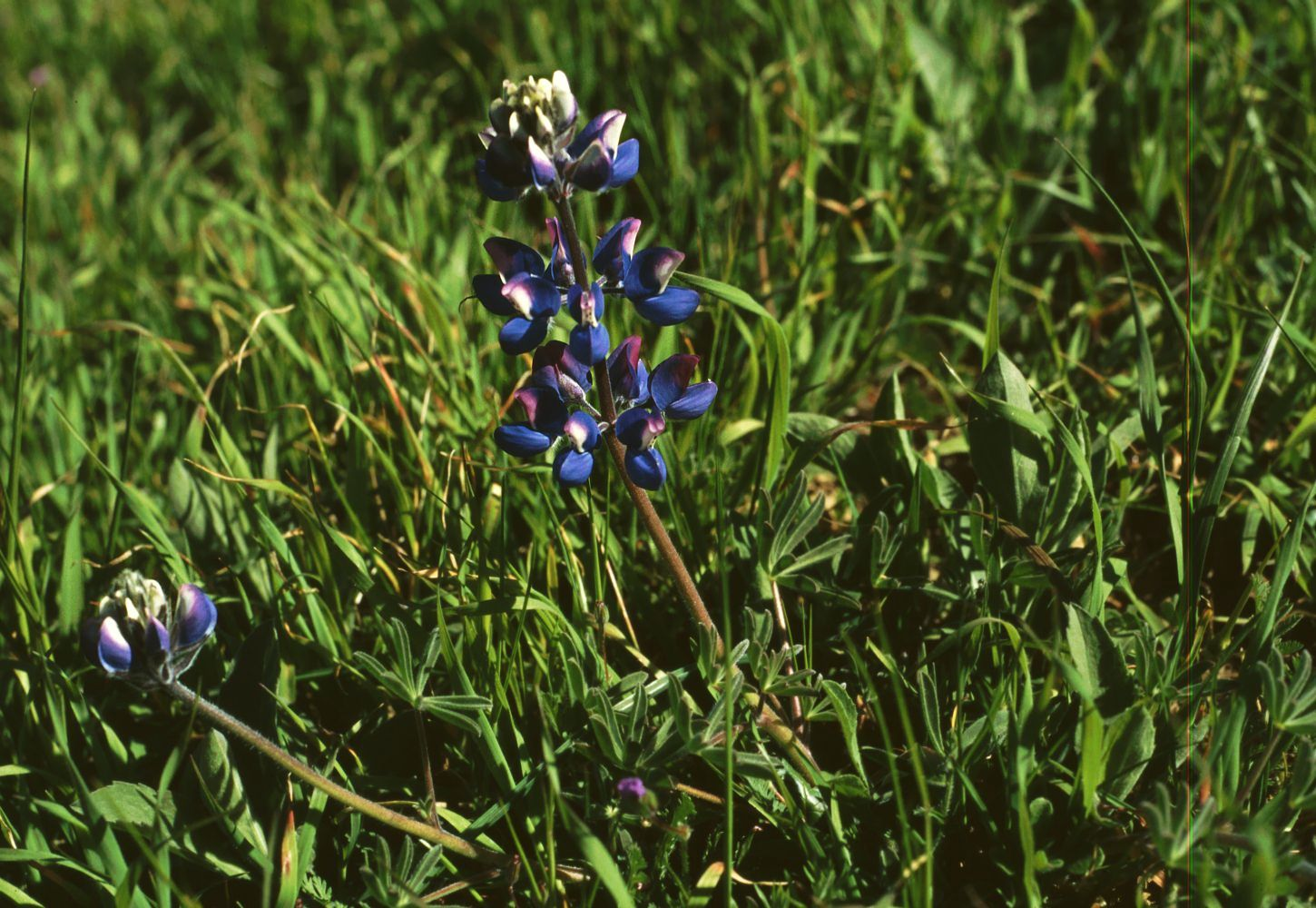